# Maisie Williams
Margaret Constance Williams (sinh ngày 15 tháng 4 năm 1997), thường được biết đến với nghệ danh Maisie Williams, là một nữ diễn viên người Anh. Cô được nhiều người biết đến qua vai diễn Arya Stark trong loạt phim truyền hình Trò chơi vương quyền (2011–2019).
Năm 2014, cô tham gia trong phim điện ảnh The Falling và nhận được nhiều đánh giá tích cực từ giới phê bình. Một số phim khác mà cô tham gia có thể kể đến như: Mary Shelley (2017), Early Man (2018), Then Came You (2018). Năm 2020, cô vào vai dị nhân trong phim siêu anh hùng The New Mutants.

## Danh sách phim

### Điện ảnh
X-men - The New Generation (2020)

### Truyền hình
| Năm       | Tên                         | Ghi chú                                                                  | Ghi chú |
| --------- | --------------------------- | ------------------------------------------------------------------------ | ------- |
| 2011–2019 | Game of Thrones             | Arya Stark, 59 tập                                                       | [ 2 ]   |
| 2012      | The Secret of Crickley Hall | Loren Caleigh, 3 tập                                                     | [ 3 ]   |
| 2014      | Robot Chicken               | Black Cherry Pie / Shlorpette (lồng tiếng), tập: "Bitch Pudding Special" | [ 4 ]   |
| 2014      | Robot Chicken               | Didi Pickles / Margaux Kramer / Bee Cosplayer (lồng tiếng)               | [ 4 ]   |
| 2015      | Doctor Who                  | Ashildr, 4 tập                                                           | [ 5 ]   |
| 2020      | Two Weeks to Live           | Kim Noakes, 6 tập                                                        | [ 6 ]   |